# Бердаванская крепость
Бердава́н (арм. Բերդավան) или Галинджака́р (арм. Գալինաջաքար) — крепость на северо-востоке Армении, недалеко от Ноемберяна, в Тавушской области. Рядом с крепостью расположено село Бердаван.

## История
Крепость Галинджар, или Бердаван была построена в XI веке. Затем была разрушена, а в средние века восстановлена. В последний раз крепость использовалась по назначению во время Первой карабахской войны.
Небольшая крепость стоит на пригорке, сохранилась почти как идеальная.

## Галерея

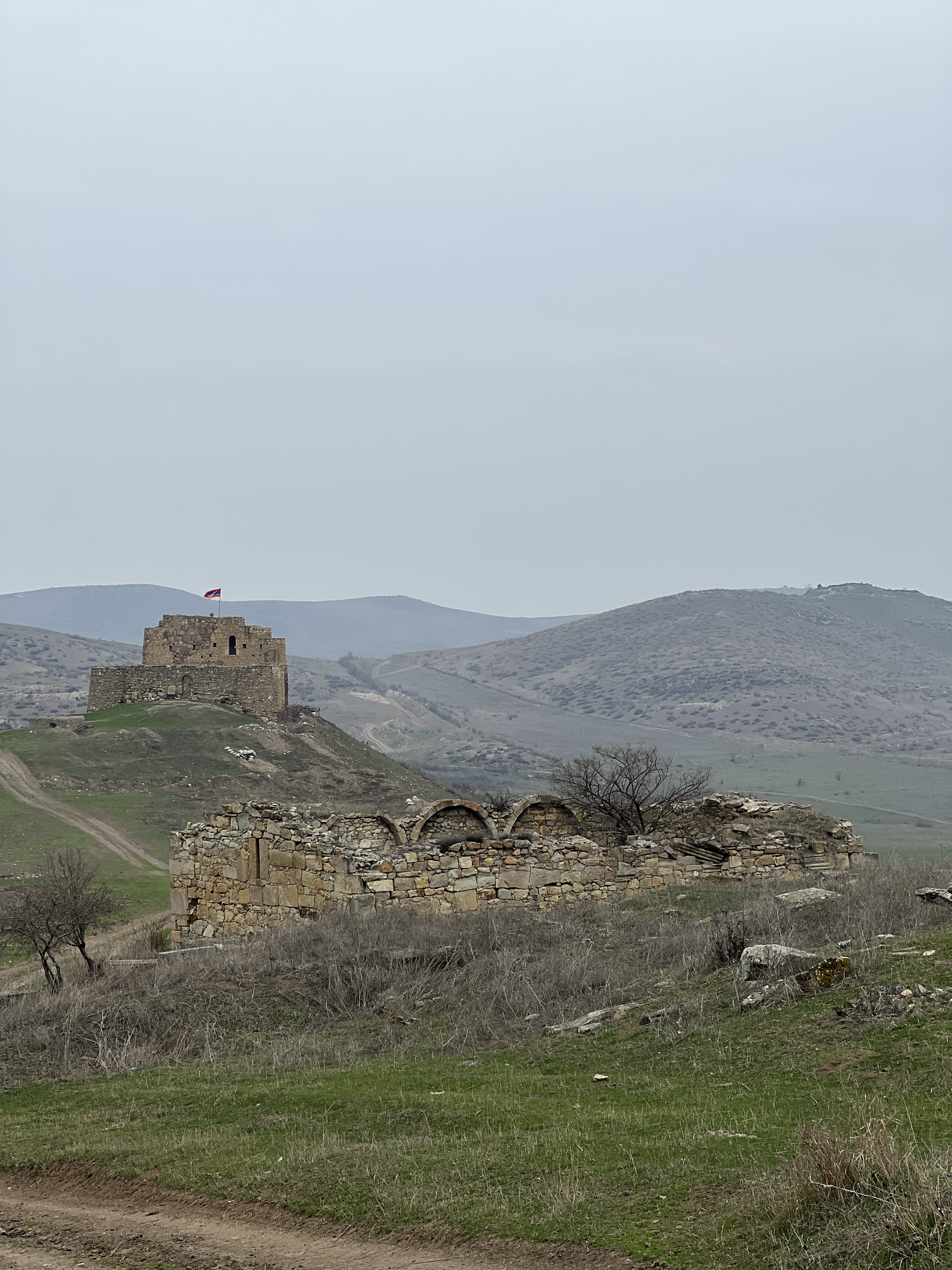
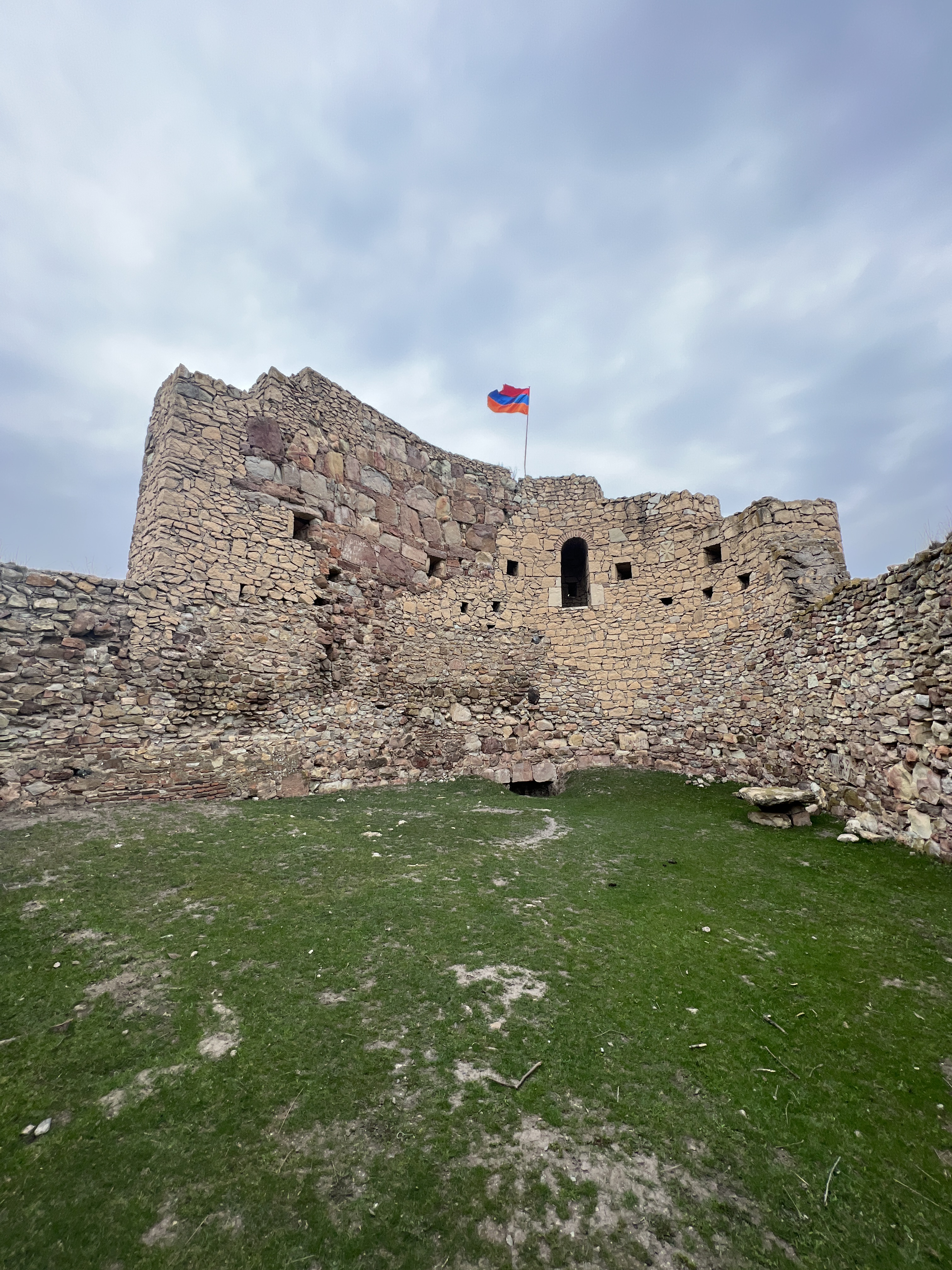
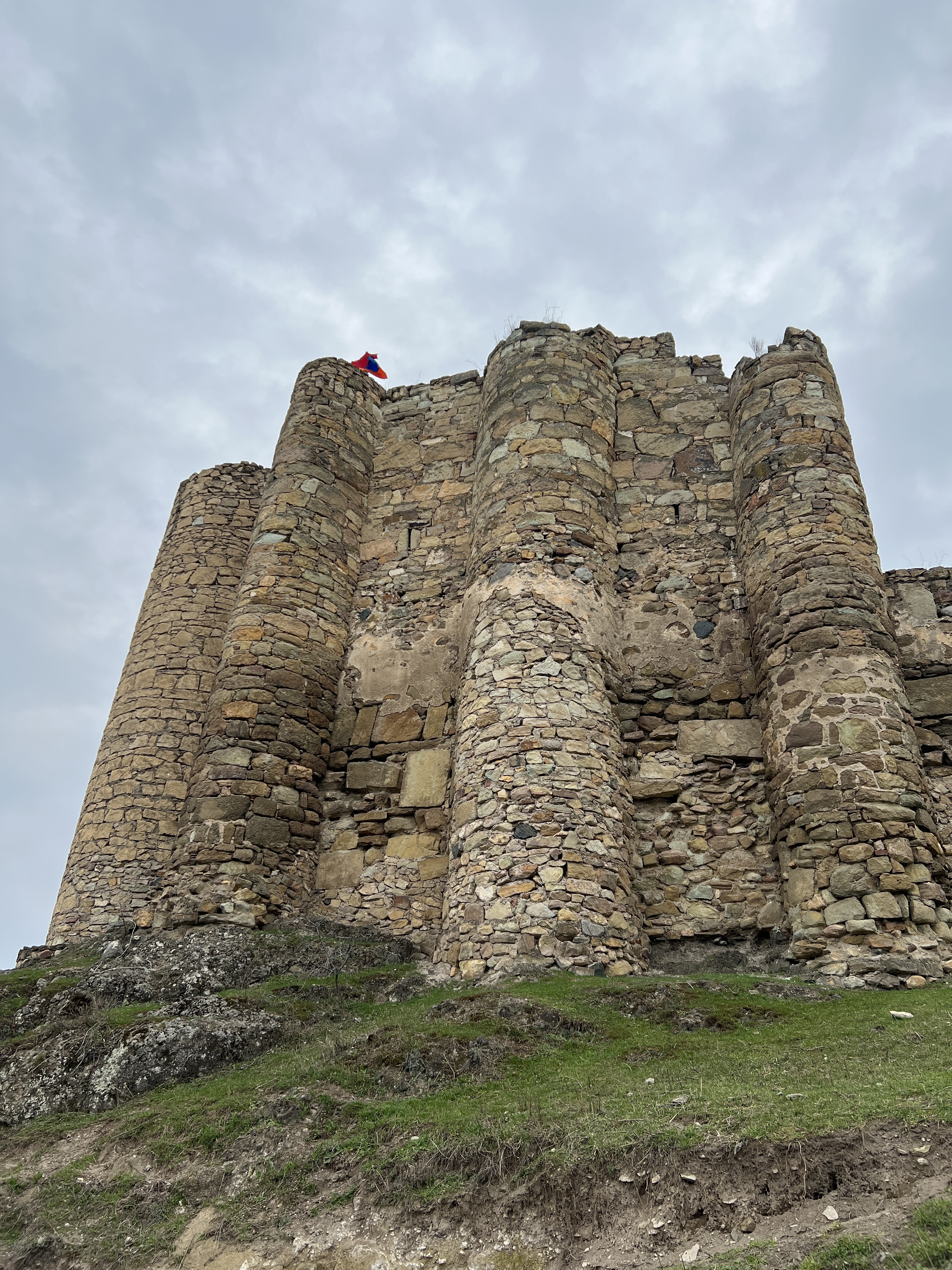
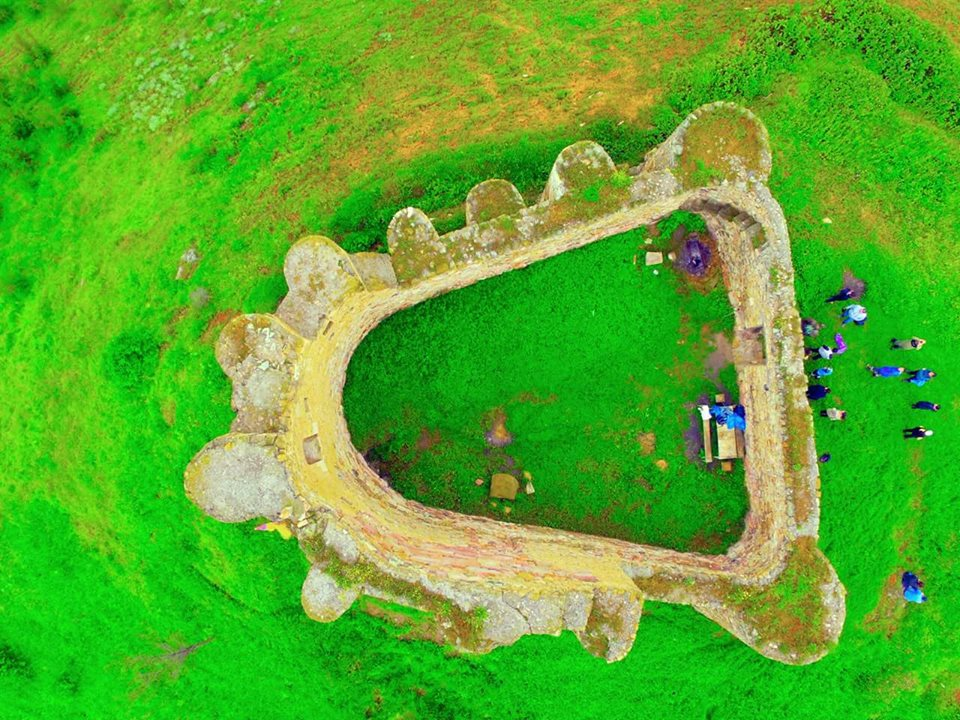
вид сверху
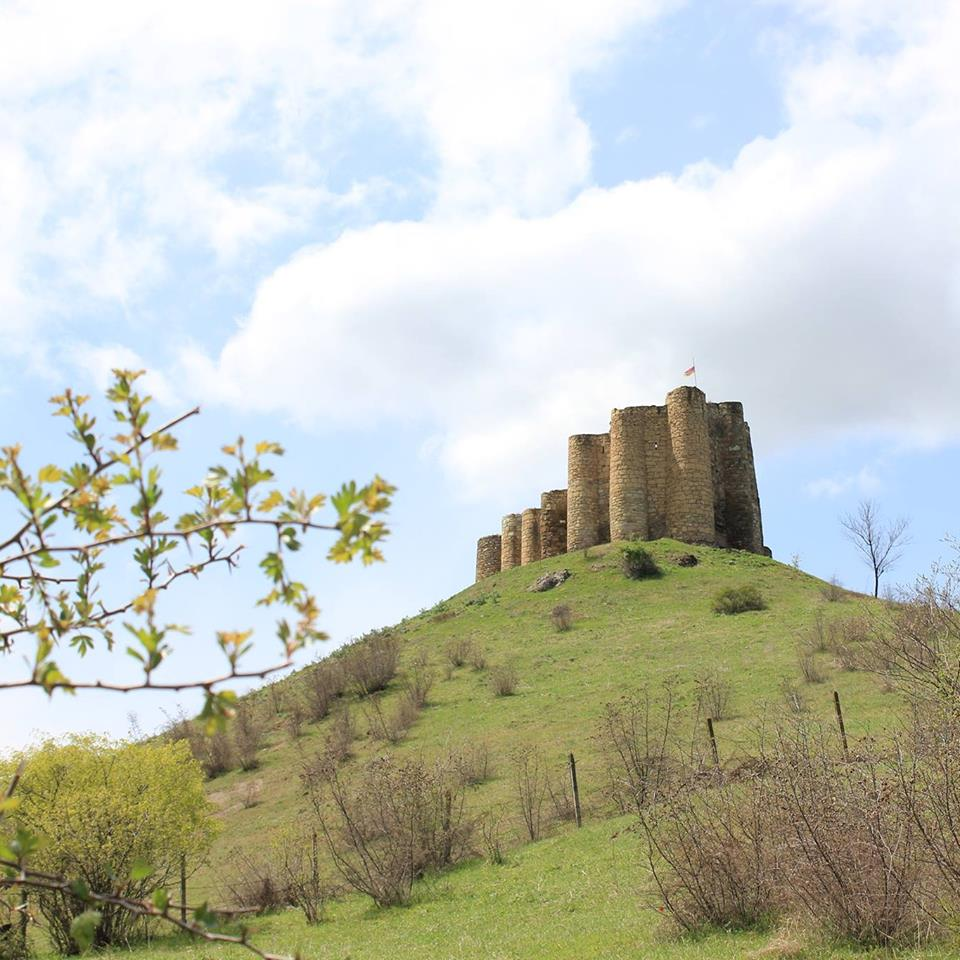
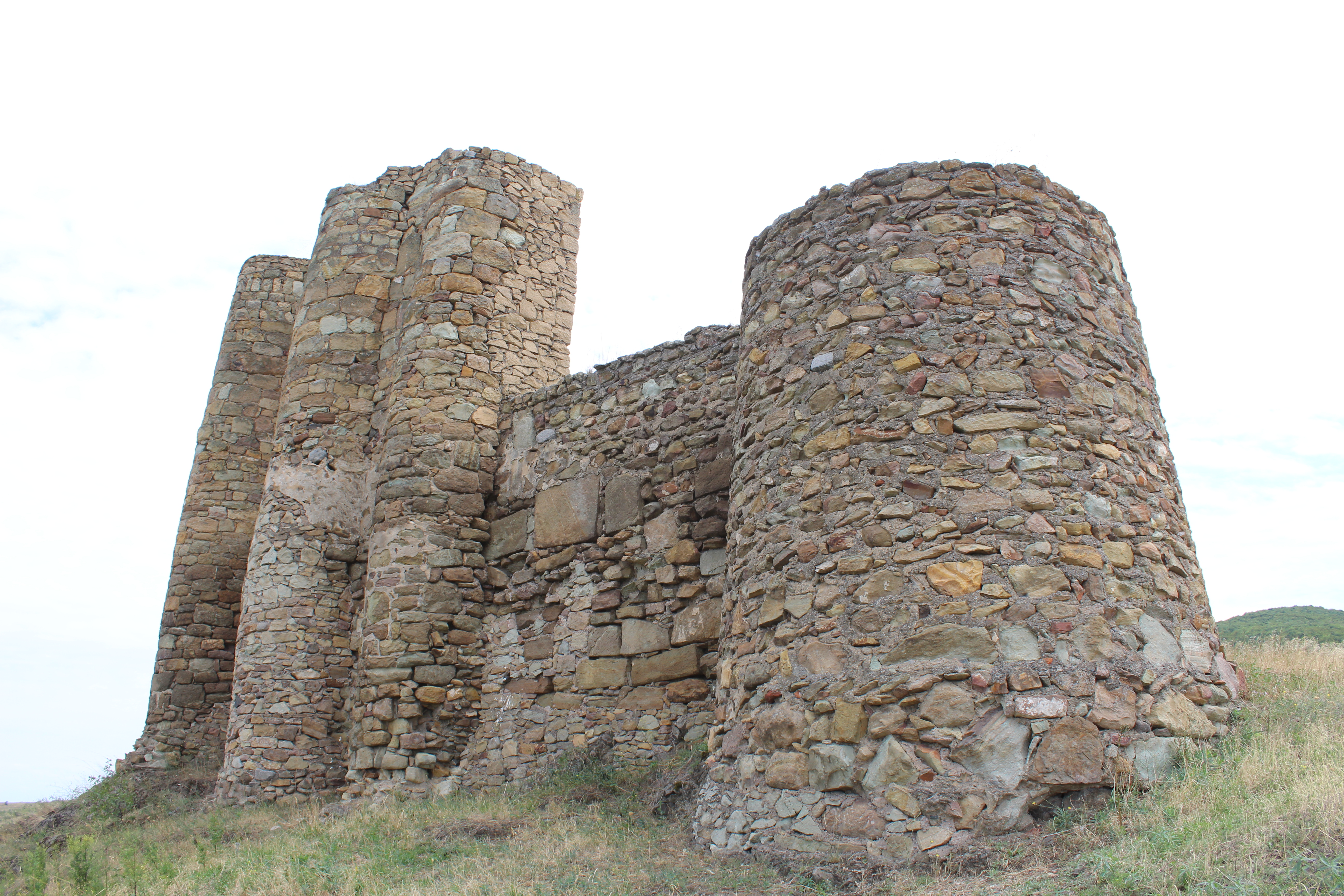
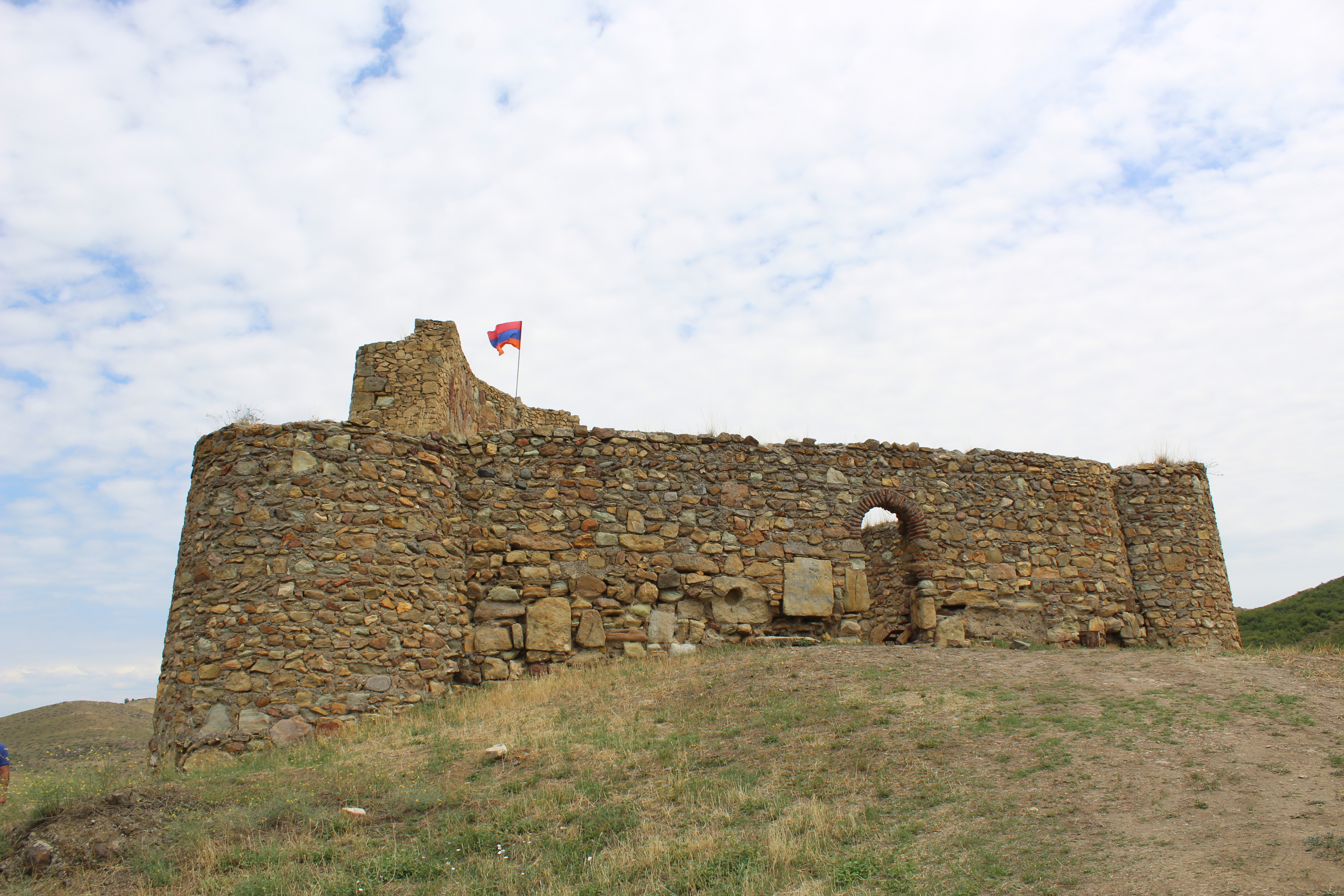
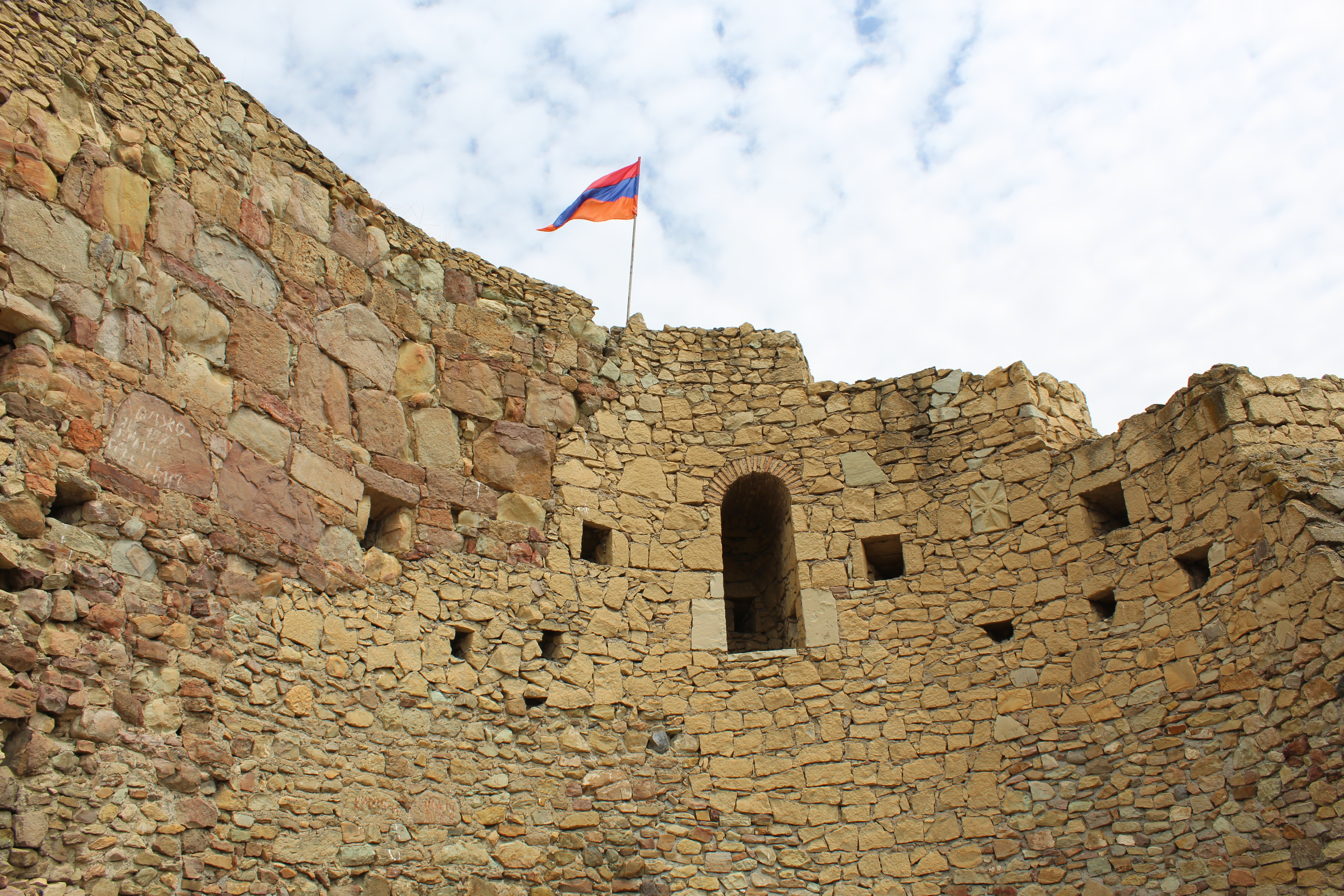
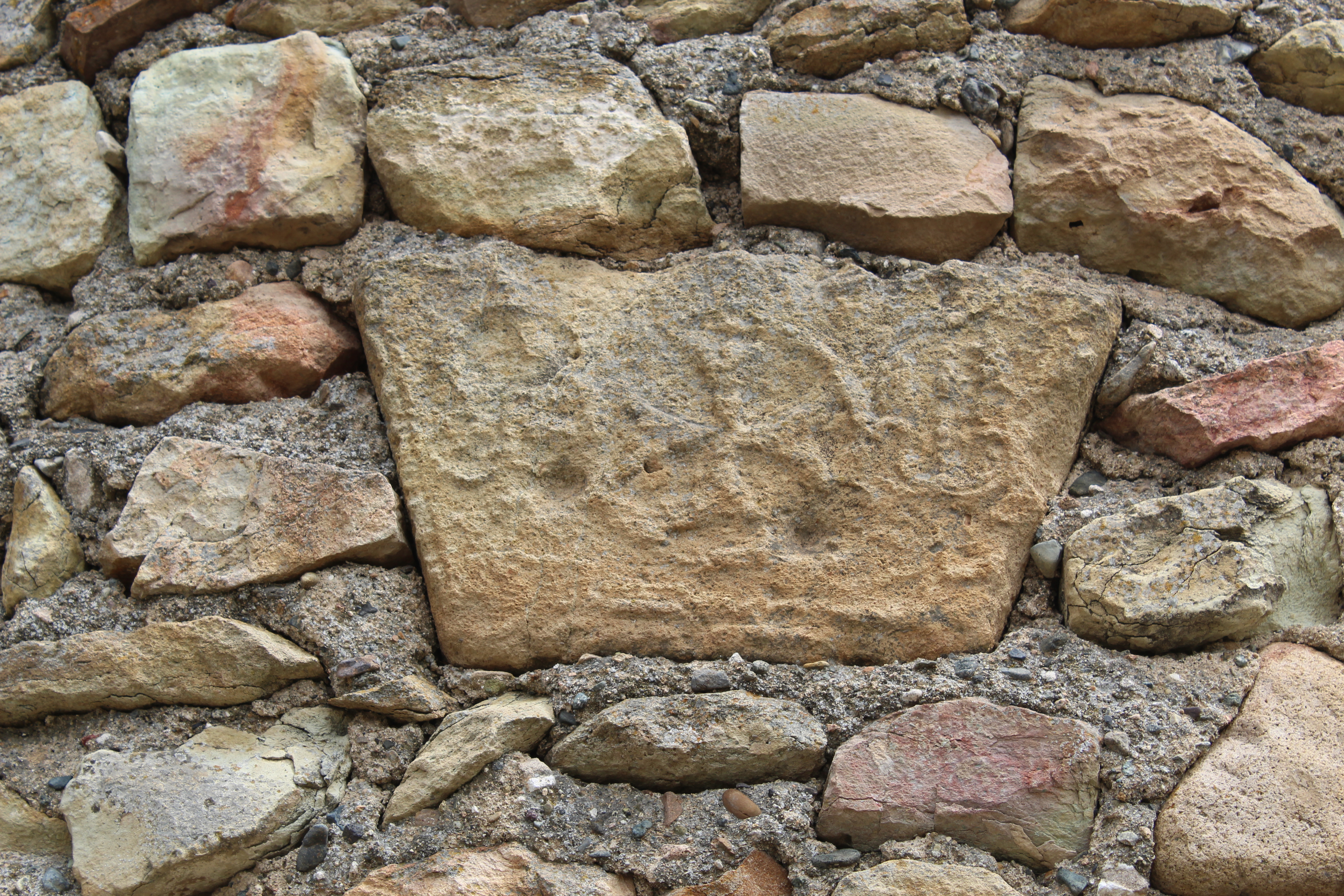
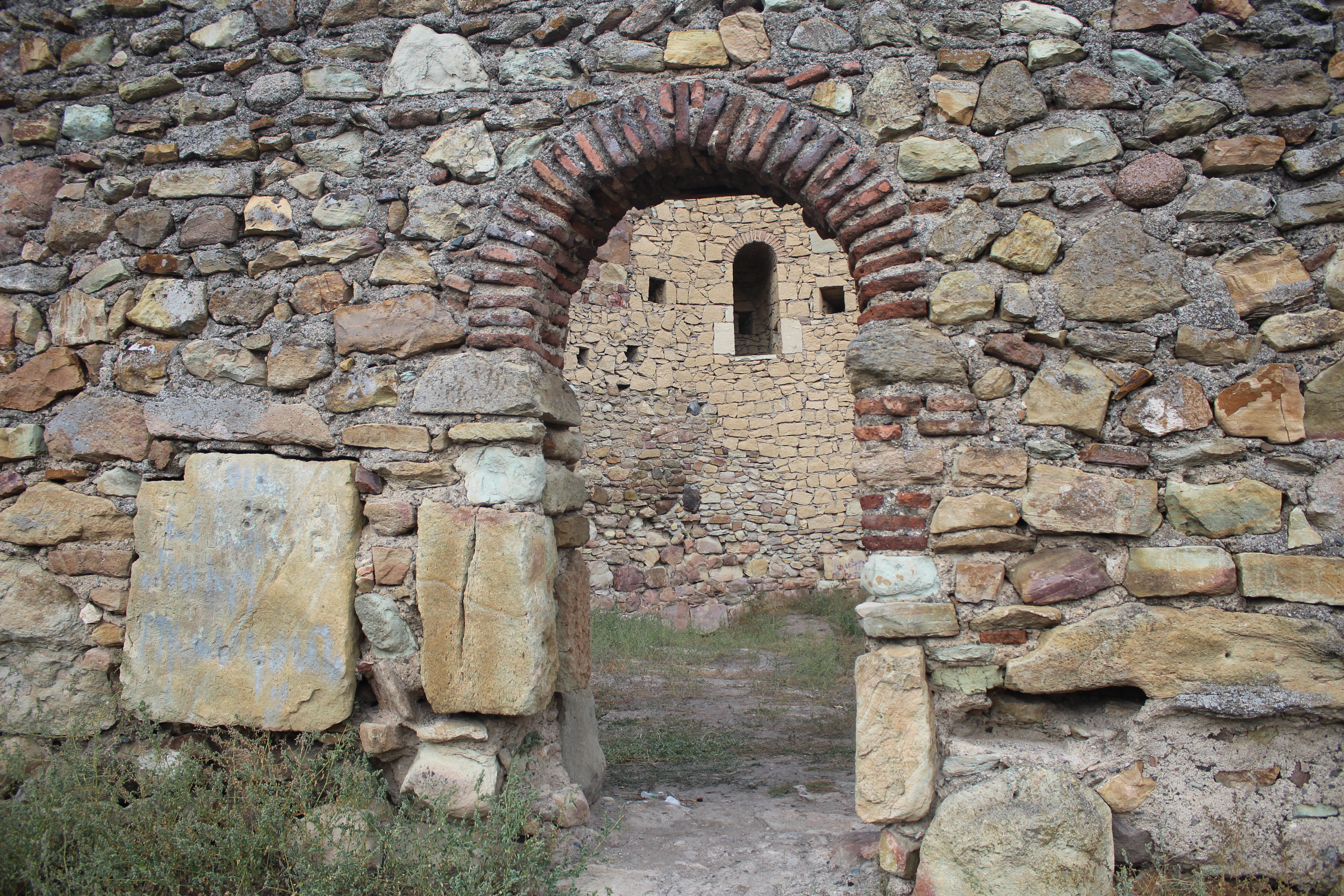

## Внешние ссылки
- Бердаван
- Фотография крепости